# Bernard Hreglich
Bernard Hreglich, né le 5 février 1943 à Tunis et mort le 12 août 1996 à Paris 20e, est un poète français.

## Biographie
Il est né le 5 février 1943 à Tunis. Son père portait un nom austro-hongrois et avait des origines croates ; sa mère était corse. Les premières années se passent à Tunis dans la famille paternelle qui rend la vie si difficile à la jeune mère que la séparation est inévitable : elle rejoint Paris, seule avec son fils. Il est inscrit au collège Stanislas où il suivra toute sa scolarité. Pensionnaire à partir de la 6e le garçon vivra cette période comme un abandon et en sera longtemps affecté. 
Sa mère est une « voix », une liseuse à la radio, mais aussi au cours des lectures publiques qu’elle organise. Elle se remarie avec le poète Serge Wellens, et ils ouvrent Le gai savoir, une librairie parisienne dédiée plus spécialement à la poésie : lieu convivial où se côtoient les auteurs, les lecteurs, les directeurs de revue. Encore adolescent, Bernard Hreglich y fait ses premières rencontres, découvrent le plaisir des livres, choisit Malherbe, Racine et Baudelaire plutôt que Cendrars et Apollinaire. Son beau-père sera le grand initiateur littéraire, et lui fera rencontrer Eugène Guillevic : l’homme et l’œuvre auront une influence décisive sur le jeune poète. Bernard Hreglich écrit, beaucoup, depuis son enfance.
Il s’inscrit au Centre de Formation des Journalistes sans grand résultat car il ne peut mener des études rigoureuses et un travail salarié. Il décide alors de devenir un homme de lettres autodidacte, de s’adonner à l’écriture et d’occuper des emplois administratifs sans conséquence. Adepte convaincu l’interim, jamais il n’acceptera d’être « embauché » par une entreprise.
Mai 1968 l’enflamme… mais le déçoit finalement par le sectarisme de l’extrême gauche. Il devient un partisan actif du Parti Socialiste. 
Il se lie d’amitié avec de nombreux poètes, en particulier Alain Bosquet et Jean Rousselot, mais soucieux de son indépendance, il fuit les organisations et les coteries. Il écrit mais ne publie pas, déclinant les propositions de ses amis dont il a toujours dénoncé la manie de la plaquette.
En 1977, l’éditeur Belfond qui vient de créer une nouvelle collection de poésie, sollicite Bernard Hreglich. Un ensemble de 180 poèmes paraît sous le titre : Droit d’absence. Ces écrits représentent le travail des dix années précédentes. Bien que rare et discrète, sa poésie n’était pas totalement inconnue. Un cercle d’initiés s’était constitué autour de lui qui prenait parfois connaissance de textes, des poètes –et non des moindres- lisaient les manuscrits qu’il voulait bien leur donner, et quelques journaux (dont Le Monde) ont pu faire partager de rares poèmes sans qu’il n’y ait jamais de suite dans ces collaborations. Ce premier livre, Droit d’absence, obtient le prix Max-Jacob et le prix Albert Villemet de la Société des Gens de Lettres. Il reçoit un écho très favorable dans la presse et son auteur participe à de nombreuses émissions de radio. Il a 34 ans. Mais, toujours aussi discret, il faut attendre dix ans pour que paraisse un second ouvrage, Maître visage (éditions Sud), qui réunit 50 textes et obtient en 1986 le prix Jean Malrieu.
À la fin de l’année 1984, la santé du poète est alarmante : Bernard Hreglich présente des troubles moteur au niveau de sa main gauche, puis de son bras et de ses jambes. À partir de février 1985, il est déclaré inapte à tout travail salarié. La maladie -une sclérose en plaques- se montre chaque mois plus puissante, et la paralysie qui le gagne l’oblige à la fin des années 1980 à vivre dans un fauteuil roulant. Écrire, taper à la machine demande bientôt des efforts importants.
En collaboration avec Fulvio Caccia, il organise et préface le Panorama de la poésie française contemporaine, une anthologie d’auteurs nés après 1940 qui paraît en 1991 chez Triptyque à Montréal.
La guerre de l’ex-Yougoslavie tourmente profondément le poète qui n’oublie pas ses ascendances paternelles. L’attitude de la France le conduit à rédiger une lettre exaspérée à François Mitterrand : il ne reçoit aucune réponse sinon la visite (courtoise) des services de renseignements venus l’interroger et recueillir un développement de son opinion sur la situation.
Bien que la maladie l’envahisse, la réclusion forcée lui offre le temps nécessaire à la poursuite de son œuvre : il écrit chaque jour, chaque heure, très lentement.
Il constitue un manuscrit dont les poèmes évoquent Vukovar, Losinj, Raguse ou Sarajevo, mais aussi sa solitude et la mort qui ronge ses os. Il l’envoie sous un nom d’emprunt chez Gallimard, à Jacques Réda qui l’accepte immédiatement, heureux de la surprise postale ! Mais l’anonymat est levé, et dans les semaines qui suivent, le manuscrit original est considérablement augmenté : c’est un ensemble de 116 poèmes, intitulé Un ciel élémentaire qui parait en mars 1994. Ce livre obtient le Prix Mallarmé.  La condition physique de Bernard Hreglich se dégrade, le maintient dans une solitude plus dramatique encore. Il tente de se suicider à plusieurs reprises. Chaque sortie d’hôpital accentue ses handicaps, mais il retrouve toujours le chemin de l’écriture et compose « des proses courtes et nettes » où il transcrit son désarroi : écritures secrètes, intimes, qui ne seront découvertes qu’après sa mort. 
En 1995, il réunit 113 nouveaux poèmes dans Autant dire jamais, qui paraîtront chez Gallimard en septembre 1996. Il meurt le 13 août, après avoir corrigé le dernier jeu d’épreuves. 
Il avait 53 ans.
En 1997, le typographe Jean-Jacques Sergent,imprime, pour les amis du poète et sous le titre Proses, les ultimes textes rédigés en juin et juillet 1996. Dans leurs numéros de juin 2006, pour le dixième anniversaire de la disparition du poète, la NRF publie Proses de Manosque présentées par Lionel Ray, et la revue Europe Prose des cendres présentée par Max Alhau, deux ensembles que Bernard Hreglich n’avait jamais montrés mais dont il prévoyait que la forme allait être définitivement la sienne.

## Œuvres
- Droit d’absence, Belfond, 1977 - Prix Max-Jacob  (ISBN 2-7144-1095-2)
- Maître visage, Éditions de la revue Sud, 1986 - Prix Jean Malrieu
- Un ciel élémentaire, Gallimard, 1994 - Prix Mallarmé  (ISBN 2-07-073675-X)
- Autant dire jamais, Gallimard, 1996  (ISBN 2-07-074584-8)
- Proses, Jean-Jacques Sergent éditeur, 1997
- Prose des cendres, Revue Europe, juin 2006
- Proses de Manosque, NRF, juin 2006

Il a préfacé, et dirigé avec Fulvio Caccia un Panorama de la poésie française contemporaine, édition Triptyque 1991, Montréal, Canada.  (ISBN 2-89031-130-9)

### Publications en revue
- Époque 63 no 3, dirigé par Michel Dansel, 1963
- L’Année poétique, éd. Seghers, 1977
- Poèmonde no 1, 1978
- Douze poètes sans impatience, éd. Luneau-Ascot, 1979
- La Poésie française depuis 1950, éd de la Différence, 1979
- Nota Bene no 2/3, 1981
- Europe no 645-46, 1983
- La Sape no 37, 1994
- NRF no 513, 1995
- Anthologie de la poésie française du XXe siècle (tome 2), Gallimard, 2000
- NRF no 578, 2006
- Europe no 926-927, 2006
- Les Hommes sans épaules no 46, second semestre 2018  (ISBN 978-2-912093-58-5)

Deux études sur l'œuvre de Bernard Hreglich ont été publiées, par Lionel Ray et par Max Alhau.
Un long article de Franck Venaille dans le Dictionnaire de poésie de Baudelaire à nos jours.
La revue Les Hommes sans épaules a publié en 2018 un dossier sur Bernard Hreglich, sous la direction de Thomas Demoulin.